# Den osynlige
Den osynlige (Invisibles (título en España), Invisible (título en Argentina) es una película sueca de 2002 dirigida por Joel Bergvall y Simon Sandquist y basado en la novela homónima de Mats Wahl. El film cuenta con la participación de Gustaf Skarsgård, Tuva Novotny y Thomas Hedengran.

## Argumento
Niklas (Gustaf Skarsgård) es un poeta que desea marcharse de la ciudad para estudiar su mayor afición a pesar de que su madre (Li Bråhde quiere que su hijo siga los pasos de la familia. Tras ahorrar bastante dinero, reserva un billete de avión para estudiar en un conservatorio de Londres. 
Por otro lado, su mejor amigo es acosado por Annelie (Tuva Novotny), una estudiante conflictiva que tras ser detenida por robar, empieza a pensar que este tuvo que ver con su arresto y empieza a perseguirle y agredirle hasta que les miente al decirles que fue Niklas (puesto que pensaba que estaría de camino a Londres) quien lo contó todo, por lo que la pandilla de Annelie buscan a Niklas, al que dejan por muerto en el bosque tras una brutal paliza.
A la mañana siguiente, Niklas sale del bosque y vuelve al instituto, pero cuando todos le ignoran y le dan por desaparecido se da cuenta de que es invisible, pero todavía consciente. A lo largo de la película, Annelie descubre que el autor del chivatazo fue su novio como represalia por no haberle dado su parte en el robo.
Finalmente, su amigo se suicida y deja una nota en la que señala dónde está el cuerpo salvándole a Niklas la vida, mientras que Annelie decide entregarse a la policía tras reconocer ser la autora del crimen.

## Reparto
- Gustaf Skarsgård es Niklas Erikson.
- Tuva Novotny es Annelie Tullgren.
- Thomas Hedengran es Thomas Larsson.
- Li Brådhe es Kerstin Erikson.
- David Hagman es Peter.
- Pär Luttropp es Marcus.
- Francisco Sobrado es Attis.
- Joel Kinnaman es Kalle.
- Jenny Ulving es Sussie.
- Anna Hallström es Marie.
- Catherine Hansson es Jeanette Tullgren.
- Per Burell es Per Tullgren.
- Norman Zulu es Padre de Peter.
- Robin Stegmar es Conductor de ambulancia.